# NGC 7607
NGC 7607 је двојна звезда у сазвежђу Пегаз која се налази на NGC листи објеката дубоког неба.
Деклинација објекта је + 11° 20' 30" а ректасцензија 23h 18m 59,3s. Привидна величина (магнитуда) објекта NGC 7607 износи 10,8.